# Kaptensgården i Tibble

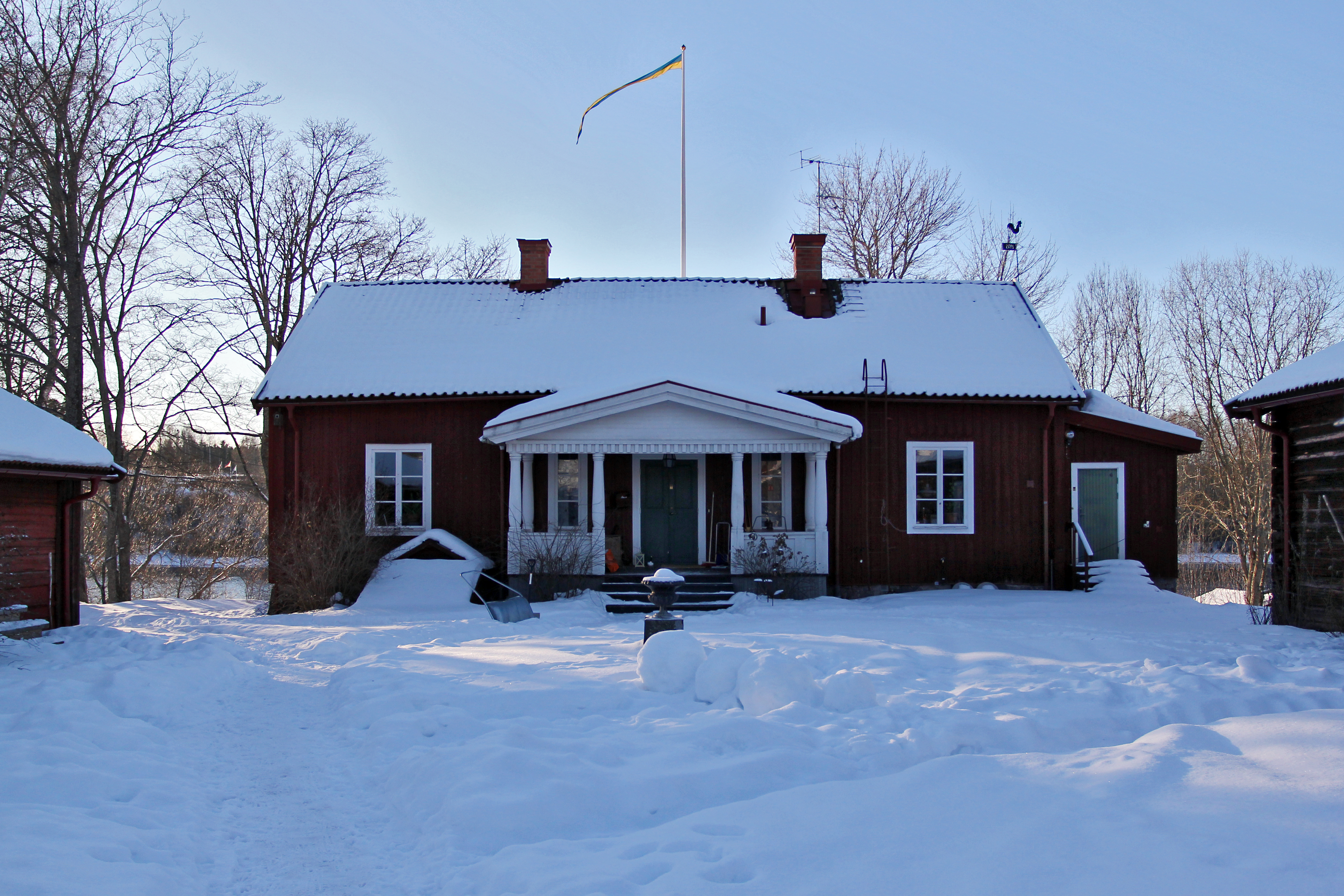
Kaptensgården

Kaptensgården är en gård i Tibble, Leksands kommun, Dalarnas län och sannolikt Sveriges enda bevarade kaptensboställe i ursprungligt skick. Huvudbyggnaden är i timmer, klädd med locklistpanel och de två flyglarna är i timmer.
Under Klockupproret bodde några av ledarna där, vilket fick till följd att Gustav Vasa förstatligade gården med tvång och gjorde om den till officersboställe. Under Stora daldansen på 1740-talet hölls hemliga möten på gården, då en av ledarna för upproret, major W G Wrangel bodde där. I början av 1800-talet blev gården nedklassad till kaptensgård, samt fick troligen några utseendeförändringar. Gårdens flyglar är betydligt yngre än huvudbyggnaden, den äldsta är uppförd kring år 1700.